# والش أباد
والش أباد (بالفارسية: والش‌آباد) هي قرية تقع في غلستان في إيران. يقدر عدد سكانها بـ 1,254 نسمة .